# Batalla de Beaver Dam Creek
La batalla de Beaver Dam Creek, también conocida como la batalla de Mechanicsville o Ellerson's Mill, tuvo lugar el 26 de junio de 1862, en el condado de Hanover, Virginia, como el primer gran compromiso de las batallas de los Siete Días durante la Campaña de la Península, en el Teatro del Este de la guerra civil estadounidense. Fue el comienzo de la contraofensiva del generai Confederado Robert E. Lee contra el ejército de la Unión del Potomac, bajo el mando del generai de División George B. McClellan, lo que amenazó la capital confederada de Richmond. Lee intentó girar el flanco derecho de la Unión, al norte del río Chickahominy, con tropas del generai de División Thomas J. "Stonewall" Jackson, pero Jackson no llegó a tiempo. En cambio, el generai de División A.P. Hill lanzó su división, reforzada por una de las brigadas del generai de División D.H. Hill, en una serie de ataques inútiles contra el V Cuerpo del generai de brigada Fitz John Porter, que ocupaba trabajos defensivos detrás de Beaver Dam Creek. Los ataques de los confederados fueron rechazados con un gran número de bajas. Porter retiró su cuerpo a salvo a Gaines Mill.

## Antecedentes y el plan de Lee

### Situación militar
Artículos principales: Batallas de Siete Días y Campaña de la Península

Más información: Teatro del Este de la Guerra Civil Estadounidense y la Guerra Civil Estadounidense
Después de la batalla de los Siete Pinos, el 31 de mayo y el 1 de junio, McClellan y el ejército del Potomac se sentaron pasivamente en las afueras de Richmond durante casi un mes. Lee, recién nombrado comandante del ejército confederado del Norte de Virginia, dedicó este período a reorganizar su ejército y a preparar un contraataque. También pidió refuerzos. Stonewall Jackson llegó el 25 de junio desde el Valle de Shenandoah después de su exitosa Campaña del Valle. Trajo cuatro divisiones: la suya, ahora comandada por el general de brigada Charles S. Winder, y las del general de brigada Richard S. Ewell, el general de brigada William H. C. Whiting y el general de brigada D.H. Hill.
El ejército de la Unión acampaba a lado y lado del río Chickahominy, crecido por la lluvia. Cuatro de los cinco cuerpos del ejército estaban alineados en una línea semicircular al sur del río. El V Cuerpo  bajo el mando del generai de brigada Porter estaba al norte del río cerca de Mechanicsville en una línea en forma de L que corría de norte a sur detrás de Beaver Dam Creek y al sureste a lo largo del Chickahominy. Lee movió la mayor parte de su ejército al norte del Chickahominy para atacar el flanco norte de la Unión. Dejó solo dos divisiones (bajo el mando de los generales Benjamin Huger y John B. Magruder) para enfrentarse al cuerpo principal de la Unión. Esto concentró cerca de 65.000 soldados contra 30.000, dejando solo 25.000 para proteger a Richmond contra los otros 60.000 hombres del ejército de la Unión. Era un plan arriesgado que requería una ejecución cuidadosa, pero Lee sabía que no podía ganar en una batalla de desgaste o asedio contra el ejército de la Unión. La caballería confederada bajo el mando del general de brigada J.E.B. Stuart había reconocido el flanco derecho de Porter como parte de un audaz rodeo a todo el ejército de la Unión del 12 al 15 de junio y lo encontró vulnerable. Las fuerzas de Stuart quemaron un par de naves de suministros de la Unión y pudieron informar al general Lee sobre gran parte de la fuerza y posición del ejército de McClellan. McClellan estaba al tanto de la llegada y presencia de Jackson en Ashland Station, pero no hizo nada para reforzar el vulnerable cuerpo de Porter al norte del río.
El plan de Lee era que Jackson comenzara el ataque al flanco norte de Porter a principios del 26 de junio. La división ligera del mayor generai A.P. Hill debía avanzar desde Meadow Bridge cuando escuchó los cañones de Jackson, despejó los piquetes de la Unión de Mechanicsville, y luego se trasladó a Beaver Dam Creek. Las divisiones de los generales D.H. Hill y James Longstreet iban a pasar por Mechanicsville, D.H. Hill para apoyar a Jackson y Longstreet para apoyar a A.P. Hill. Lee esperaba que el movimiento de flanqueo de Jackson obligara a Porter a abandonar su línea detrás del arroyo, por lo que A. P. Hill y Longstreet no tendrían que atacar los atrincheramientos de la Unión. Al sur del Chickahominy, Magruder y Huger realizaron una carga simulada, engañando a los cuatro cuerpos de la Unión en su frente.

## Batalla

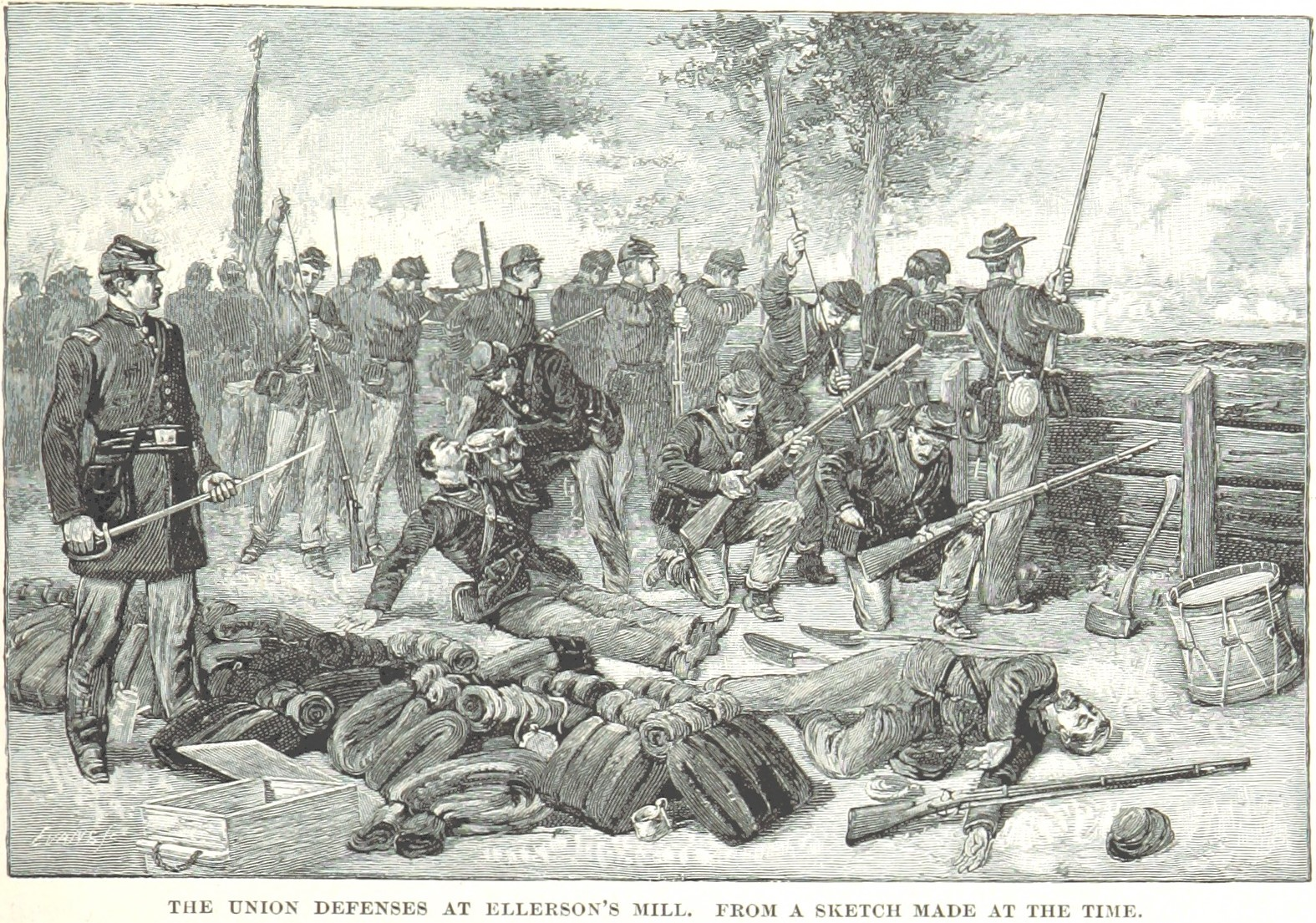
Defensas de la Unión en Ellerson's Mill

El intrincado plan de Lee salió mal de inmediato. Los hombres de Jackson, fatigados por su reciente campaña y su larga marcha, llevaban al menos cuatro horas de retraso. A las 3 p. m., A.P. Hill se impacientó y comenzó su ataque sin órdenes. La división de Hill, menos la brigada del general de brigada Lawrence O'Brian Branch, que fue colocada al norte para conectarse con Jackson, entró en Mechanicsville y se enfrentó a la división Union de George McCall, desplegada alrededor de la ciudad. McCall cayó en un lugar fácilmente defendible en el lado opuesto de Beaver Dam Creek. Allí, las brigadas de los generales de brigada John F. Reynolds y Truman Seymour se atrincheraron, con la brigada del general de brigada George G. Meade colocada detrás de ellos en la reserva, la brigada de Reynolds al norte y la de Seymour al sur. A la derecha de Reynolds, las divisiones del generai de brigada George Morell y del generai de brigada George Sykes formaban un semicírculo. En apoyo de los aproximadamente 26 000 soldados de infantería de la Unión había 32 piezas de artillería. Allí, 14.000 soldados de infantería bien arraigados, sostenidos por 32 cañones en seis baterías, rechazaron repetidos ataques confederados con un número considerable de bajas.
Jackson y su comando llegaron a última hora de la tarde. Sin embargo, al no poder encontrar A.P. Hill o D.H. Hill, Jackson no hizo nada. Aunque una gran batalla estaba a punto de estallar, ordenó a sus tropas que acamparan por la noche. Los 11.000 hombres de Hill, la mayoría de ellos regimientos verdes que nunca habían disparado un tiro en batalla, lanzaron una serie de ataques inútiles en las siguientes horas. La brigada de John R. Anderson atacó el flanco derecho de la Unión, con el apoyo de las brigadas de James Archer y Charles W. Field. La brigada de Maxcy Gregg se mantuvo en reserva y no participó en la batalla en absoluto. Dirigiendo a sus tropas, John Reynolds hizo un gesto a la masa de los confederados y le dijo a un miembro del personal: "Ahí vienen como moscas sobre un trozo de pan de jengibre". La artillería y la mosquetería de la Unión rompieron enormes huecos en las líneas confederadas mientras intentaban cruzar el arroyo. Aunque A.P. Hill tenía 24 cañones con él, no hizo ningún intento de usar fuego de artillería masivo para contrarrestar a los artilleros de la Unión, sino que envió baterías individuales para apoyar a la infantería, la mayoría de las cuales fueron rápidamente puestas fuera de combate por la artillería enemiga.
Algunos de los hombres de Anderson lograron cruzar el arroyo y amenazaron momentáneamente la posición de Reynolds, pero fue reforzado por la brigada de Meade y dos regimientos de la división de Morell. Las tres brigadas confederadas se vieron obligadas a retroceder con importantes bajas. Al llegar al campo y darse cuenta de lo que estaba sucediendo, Robert E. Lee convocó apresuradamente a las divisiones de Longstreet y D.H. Hill. Mientras Lee estudiaba los fútiles ataques, Jefferson Davis y el gabinete confederado se le acercaron. Davis le preguntó: "generai, ¿qué es todo este ejército y qué hace aquí?" Lee respondió sarcásticamente: "No lo sé, Sr. Presidente. No es mi ejército y este no es lugar para ello". La brigada de William D. Pender atacó entonces el flanco izquierdo de la Unión en Ellerson's Mill, retenida por la brigada de Seymour. Una vez más, la infantería bien atrincherada y la artillería masiva resultaron demasiado para los confederados y Pender se vio obligado a retirarse. En ese momento, la brigada de la división de D.H. Hill de Roswell Ripley llegó al campo y se le ordenó que atacara a la izquierda de la Unión. Ripley atacó de frente los atrincheramientos de la Unión y sufrió lo peor de todo, con más de 600 bajas, el mayor porcentaje de las cuales provino del 44 de Georgia, que perdió 335 hombres y la mayoría de sus oficiales (de un total de 514), incluyendo a su coronel Robert A. Smith, con una tasa de bajas de aproximadamente el 65%. El 1° de Carolina del Norte sufrió un 50% de bajas (133 hombres muertos, heridos o capturados) y también perdió a su comandante, el Coronel Montford Stokes. El propio general Ripley sobrevivió ileso, pero estuvo a pocos centímetros de ser decapitado por un proyectil de artillería. Los otros dos regimientos de Ripley, el 3.º de Carolina del Norte y el 48.º de Georgia, estaban en la parte trasera del 1.º de Carolina del Norte y el 44.º de Georgia; sus pérdidas fueron menores. Las bajas de la Unión alrededor de Ellerson's Mill fueron pequeñas, solo 40 hombres en total murieron o resultaron heridos en la 7.ª Reserva de Pensilvania y la 12.ª Reserva de Pensilvania, que defendían este sector del campo de batalla. La 13.ª Reserva de Pensilvania perdió 75 hombres, el número total más alto de todos los contingentes de la Unión. Unos 20 años después de la batalla, D.H. Hill escribió: "Los ataques a los atrincheramientos de Beaver Dam, en las alturas de Malvern Hill, en Gettysburg, fueron todos grandes, pero exactamente del tipo de grandeza que el Sur no podía permitirse".
Al caer la noche, el resto de la división de D.H. Hill subió seguida por Longstreet, mientras que por el lado de la Unión, la división de George Morrell llegó y relevó a McCall, cuyos hombres estaban a punto de quedarse sin municiones. No había suficiente luz del día para desplegar las divisiones de D.H. Hill y Longstreet. Jackson no atacó, pero su presencia cerca del flanco de Porter hizo que McClellan ordenara a Porter que se retirara al anochecer detrás de Boatswain's Swamp, cinco millas (8 km) al este. McClellan estaba preocupado de que la acumulación de confederados en su flanco derecho amenazaba su línea de abastecimiento, el ferrocarril de Richmond y York River al norte del Chickahominy, y decidió trasladar su base de abastecimiento al río James (también creía que las manifestaciones de Huger y Magruder mostraban que estaba seriamente superado en número). Esta fue una decisión estratégica de gran consecuencia, porque significaba que, sin el ferrocarril para abastecer a su ejército, tenía que abandonar su asedio a Richmond.

## Repercusiones
En general, la batalla fue una victoria táctica de la Unión, en la que los confederados sufrieron muchas bajas y no lograron ninguno de sus objetivos específicos debido a la ejecución gravemente defectuosa del plan de Lee. En lugar de más de 60.000 hombres aplastando el flanco del enemigo, solo cinco brigadas, unos 15.000 hombres, habían visto acción. Sus pérdidas fueron de 1.484 frente a las 361 de Porter. El personal de Lee recordó que estaba "profunda y amargamente decepcionado" por la actuación de Jackson, pero también tuvo la culpa de los fallos de comunicación, las órdenes mal escritas de Lee y el mal juicio de la mayoría de sus otros subordinados.
A pesar del éxito táctico de la Unión, sin embargo, fue el comienzo de una debacle estratégica y el desencadenamiento de la Campaña de la Península. McClellan comenzó a retirar su ejército hacia el sureste y nunca recuperó la iniciativa. Al día siguiente, las batallas de los Siete Días continuaron cuando Lee atacó a Porter en la batalla de Gaines's Mill.

## Lectura adicional
- Burton, Brian K. Extraordinary Circumstances: The Seven Days Battles. Bloomington: Indiana University Press, 2001. ISBN 0-253-33963-4.
- Burton, Brian K. The Peninsula & Seven Days: A Battlefield Guide. Lincoln: University of Nebraska Press, 2007. ISBN 978-0-8032-6246-1.

- Datos: Q2168647
- Multimedia: Battle of Beaver Dam Creek / Q2168647